# بیرا کورشا
بیرا کورشا (انگلیسی: Birra Korça) شرکت نوشیدنی آلبانیایی است، که در سال ۱۹۲۸ تأسیس شد.